# Pagani Zonda C12 6.0
De Pagani Zonda C12 6.0 is een Italiaanse sportauto. Het type C12 6.0 is de eerste officiële Pagani Zonda die in productie ging voor het grote publiek.

## Laatste exemplaar
Het productie-aantal van dit model is niet bekend. Wel is bekend dat er nog maar één origineel model bestaat. De overige modellen zijn omgebouwd naar óf de Pagani Zonda C12-S 7.0 óf de Pagani Zonda C12-S 7.3 of zijn gecrasht. Het laatste model is afkomstig uit Gstaad, Zwitserland.